# 艾伦·贝内特
艾伦·贝内特（英語：Alan Bennett，1934年5月9日—）是一位英国剧作家、编剧、演员和作家。他出生在利兹，在牛津大学学习历史，并在牛津滑稽剧团演出。后来，贝内特在大学任教，同时研究中世纪历史。他与杜德利·穆尔、乔纳森·米勒和彼得·库克在1960年爱丁堡电影节讽刺电影作品中的合作使他瞬间成名。此后他放弃学业，转而从事全职写作。他的第一部戏剧在《四十年来》在1968年上映。
贝内特的作品包括《疯狂的乔治三世》及其电影改编、《头部特写》独白系列、《历史系男生》及其电影改编，以及流行的音频有声书籍，包括《爱丽丝漫游奇境记》和《小熊维尼》。

## 早年生活
贝内特出生在利兹的阿姆利。他的父亲沃尔特是一名合作社屠夫，母亲名叫莉莉安·玛丽。他是家中的最小的儿子。贝内特上过基督教堂、阿姆利和英格兰教会学校（和泰勒·布拉德福德同班），然后是利兹现代学校（现在是劳恩斯伍德学校）。
在申请牛津大学奖学金之前，他在语言学院联合语言学院学习俄语。后来，他被牛津大学埃克塞特学院录取，毕业后获得了一流的历史学位。在牛津的时候，他在《复仇女神》中与许多最终成功的演员一起表演喜剧。毕业后他在大学里留教了几年，研究和教授中世纪的历史，后来才認爲自己不适合当一名学者。